# Volta angevina
La volta angevina és una volta de creueria que el seu generatriu és una volta esfèrica amb filades concèntriques i reforçada per arcs creuers i transversals.
La paraula angevina ve d'Angers que va ser la capital antiga d'Anjou i que avui és la capital del departament de Maine i Loira. A Angers es troba la catedral de San Maurici on destaca a l'interior una volta amb especials característiques que han fet que els especialistes donin a aquest tipus de volta l'apel·latiu d'angevina. Conserva l'esquelet bombat i segons el sistema francès, augmenta el nombre de nervis aprimant-se'ls i el seu plementeria (conjunt de pedres i dovelles) és esbocinada.
Va ser portada a Espanya pels artistes i arquitectes de la reina Elionor esposa d'Alfons VIII de Castella, que la va implantar al Reial monestir de Las Huelgas (Burgos), creant escola a la comarca burgalesa.